# Меркиш Лух
Меркиш Лух (њем. Märkisch Luch) општина је у њемачкој савезној држави Бранденбург. Једно је од 26 општинских средишта округа Хафеланд. Према процјени из 2010. у општини је живјело 1.361 становника. Посједује регионалну шифру (AGS) 12063186.

## Географски и демографски подаци
Меркиш Лух се налази у савезној држави Бранденбург у округу Хафеланд. Општина се налази на надморској висини од 32 метра. Површина општине износи 71,0 km². У самом мјесту је, према процјени из 2010. године, живјело 1.361 становника. Просјечна густина становништва износи 19 становника/km².